# Гарасимовка (Калиновский район)
Гарасимовка (укр. Гарасимівка) — село на Украине, находится в Калиновском районе Винницкой области.
Код КОАТУУ — 0521680906. Население по переписи 2001 года составляет 24 человека. Почтовый индекс — 22442. Телефонный код — 4333.
Занимает площадь 0,418 км².

## История
В 1946 году указом ПВС УССР село Эразимовка переименовано в Гарасимовку.

## Адрес местного совета
22442, Винницкая обл., Калиновский р-н, c. Голубовка, ул. Ленина, 40, тел. 3-51-41.